# Letheobia rufescens
Rhinotyphlops rufescens là một loài rắn trong họ Typhlopidae. Loài này được Chabanaud mô tả khoa học đầu tiên năm 1916.